# استاندارد ۲۸۰۰ ایران
آیین‌نامه ایمنی ساختمانها در برابر زلزله یا استاندارد ۲۸۰۰ مجموعه قوانین سازه ای برای طراحی لرزه ای سازه در برابر زلزله است.

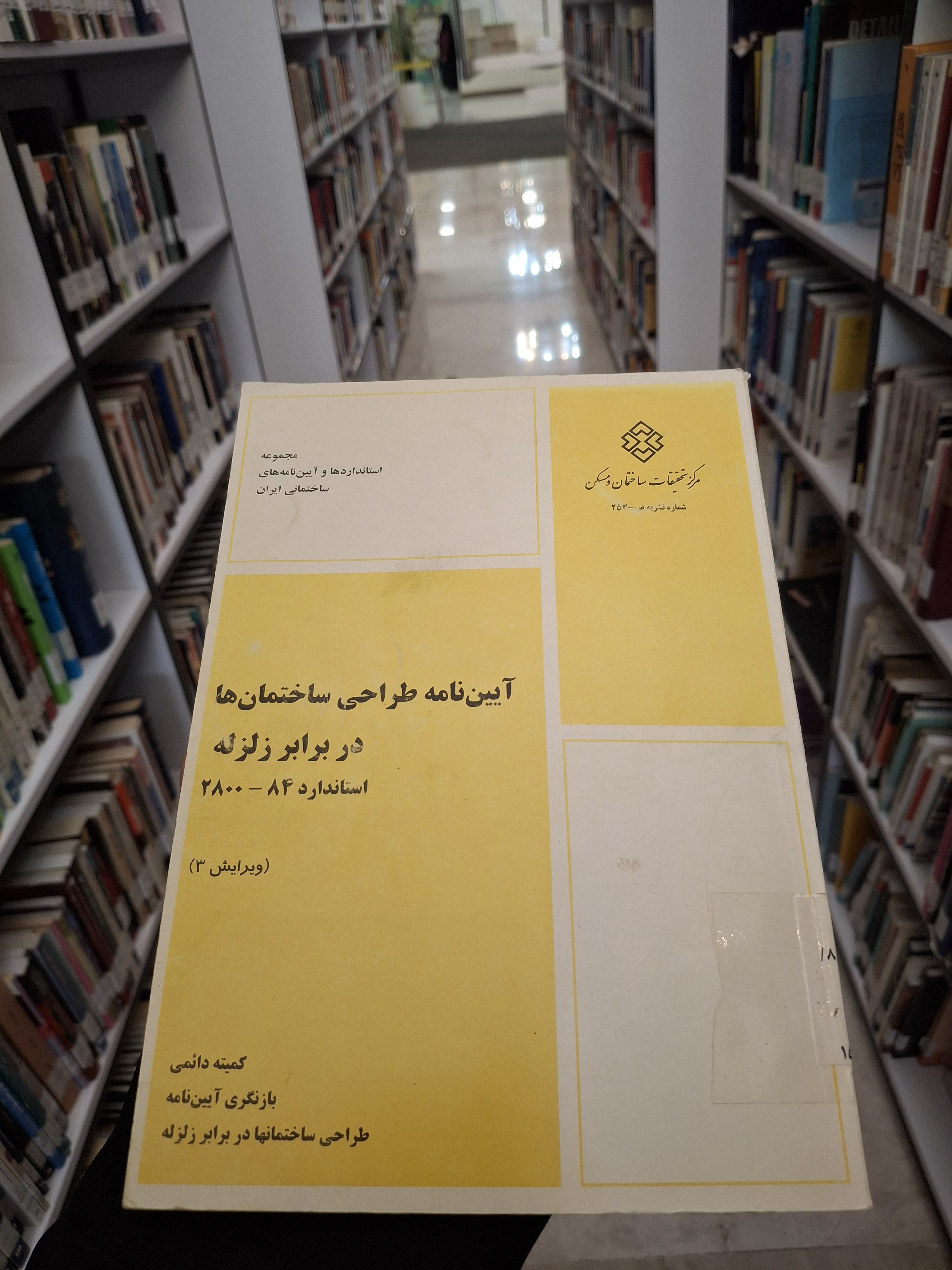
نسخه چاپی آیین نامه

این مقررات در دهه چهل، که بعدها در فصلی از استاندارد ۵۱۹ ایران قرار گرفت، گامی در مسیر مقاوم‌سازی سازه‌ها در برابر زلزله‌های مخرب در ایران بود. تصویب و اجرای اجباری آیین‌نامه طراحی ساختمانها در برابر زلزله (استاندارد ۲۸۰۰) در سالهای ۱۳۶۶و ۱۳۶۷ نیز عزم ملی و برنامه دولت ایران را با وجهه علمی، رسمیت قانونی بخشید.
تدوین این آیین‌نامه موجب رونق ضوابط مهندسی در روند ساخت و ساز کشور شد و در عین حال، تلاش برای اجرای فراگیر آن و جلوگیری از تخلفات، در کاهش خسارات ناشی از زلزله، بسیار مؤثر بود.
هیئت دولت، تجدید نظر در «آیین‌نامه طراحی ساختمانها در برابر زلزله» را بر عهده وزارت مسکن و شهرسازی (مرکز تحقیقات ساختمان و مسکن) گذاشته‌است که این مهم هر ۵ سال یکبار انجام پذیرد.
از مهمترین بحث‌های سازه ایی که در این آیین‌نامه بحث می‌شود. تعیین نیروی زلزله وارد بر ساختمان و کنترل نا منظمی‌ها در سازه می‌باشد.

## انواع نامنظمی در سازه
1. نامنظمی هندسی :پلان در یک ساختمان باید نسبت به عناصر سازه ایی مقاوم در برار زلزله (قابها) در پلان متقارن باشد. با توجه به این نکته در صورت وجود فرو رفتگی یا پس رفتگی در پلان ساختمان، اگر اندازه آن در یکی از گوشه‌های ساختمان در دو جهت به‌طور هم‌زمان از ۲۰ در صد طول پلان در آن امتداد بیشتر باشد، ساختمان نا منظمی هندسی دارد.
2. نامنظمی پیچشی :در سازه‌ها اگر فاصله بین مرکز جرم و مرکز سختی باشد، نیروی جانبی زلزله باعث ایجاد لنگر پیچشی در طبقات شده و سازه می‌تواند از نوع نامنظم پیچشی بشمار آید. با توجه به ویرایش چهارم استاندارد ۲۸۰۰ در یک سازه از نوع نامنظم زیاد پیچشی، حداکثر تغییر مکان نسبی در یک انتهای ساختمان (با احتساب پیچش تصادفی و با منظور کردن Aj=۱)، از ۲۰ درصد متوسط تغییر مکان نسبی در دو انتهای ساختمان بزرگتر است. در مواردی که این اختلاف بالاتر از ۴۰ درصد شود، ساختمان از نوع نامنظمی شدید پیچشی می‌باشد. کنترل نامنظمی پیچشی اثر بسزایی در تعیین ضریب Aj دارد. از این ضریب برای تعیین برون مرکزی اتفاقی استفاده می‌شود. برون مرکزی اتفاقی در تراز هر طبقه به منظور به حساب آوردن احتمال تغییرات اتفاقی در توزیع جرم و سختی از یک ظرف و نیروی ناشی از مولفه پیچشی زلزله از طرف دیگر در نظر گرفته می‌شود.[۲]
3. نامنظمی در دیافراگم:در مواردی که تغییر ناگهانی در مساحت دیافراگم به میزان مجموع سطوح بازشوی بیشتر از ۵۰ درصد سطح طبقه، یا تغییر ناگهانی در سختی دیافراگم، به میزان بیشتر از ۵۰ در صد سختی طبقه مجاور، وجود داشته باشد.
4. نامنظمی خارج از صفحه :در مواردی که در سیستم بار بر جانبی انقطاعی در مسیر انتقال نیروی جانبی، مانند تغییر صفحه، حداقل در یکی از اجزای باربر جانبی در طبقات، وجود داشته باشد.
5. نامنظمی سیستم‌های غیر موازی:در مواردی که بعضی اجزای قائم باربر جانبی به موازات محورهای متعامد اصلی ساختمان نباشد.